# Neohydrocoptus koppi
Neohydrocoptus koppi is een keversoort uit de familie diksprietwaterkevers (Noteridae). De wetenschappelijke naam van de soort werd in 1883 gepubliceerd door E. Wehncke.